# Мегни, Мурад
Мура́д Мегни́ (фр. Mourad Meghni, араб. مراد مغني‎; 16 апреля 1984, Париж) — франко-алжирский футболист, атакующий полузащитник. Выступал за сборную Алжира.

## Биография
Мурад Мегни родился в семье отца Амми Али, выходца из Алжира и матери Анны, гражданки Португалии. Раз в год Мегни с родителями ездил в Алжир, где проводил каникулы.
Мурад с юных лет любил возиться с мячом, играя со старшим братом Саидом, также пытавшимся стать футболистом. Мегни начал карьеру в футбольной школе «Турси», а затем в академии «Нанта». В возрасте 13-ти лет он пришёл в национальную футбольную школу Клерфонтейн, где, под руководством бразильского тренера, улучшил свою индивидуальную технику обращения с мячом. Мегни оставался в школе в течение трёх лет, после которых он перешёл в молодёжный состав клуба «Канн».
Мегни пришёл в неудачный момент в истории «Канна»: из-за финансовых проблем клуб был вынужден отправиться в любительскую французскую лигу. При этом, даже там Мурад играл только за второй состав команды. Летом 2000 года Мегни, на правах свободного агента, перешёл в итальянский клуб «Болонья». В 2001 году он победили в чемпионате Италии в своей возрастной группе. Победа не вызвала радости: генеральный директор клуба Оресте Чинквини был разочарован, что весь основной состав клуба составили футболисты-иностранцы. После чего, всех этих игроков выгнали из команды, но Мегни, являвшегося лидером, решили оставить.

### Клубная карьера
12 января 2003 года Мегни дебютировал в основном составе «Болоньи» в матче чемпионата Италии с «Миланом», в котором его клуб проиграл 0:2. После этого, Мегни провёл в клубе 3 сезона, сыграв в 37 матчах и забив 5 голов. В сезоне 2005/06 Мегни был арендован французским «Сошо», за который провёл 16 игр. Сезон 2006/07 «Болонья» провела в серии В. В этом же сезоне полузащитник стал игроком основы клуба, проведя 35 игр.

«Многочисленные травмы и сравнения с Зинедином Зиданом мне точно не пошли на пользу. Несмотря на то, что я был польщён сравнением со столь выдающимся футболистом, я старался гнать от себя эти мысли подальше — слишком уж ко многому это обязывает. Травмы же я всё время получал достаточно болезненные. В этом плане мне откровенно не везло. Даже мой лучший сезон в „Болонье“ не обошёлся без болячек — я два раза вылетал с травмой спины и один раза у меня были проблемы с бедром. Надо было держать себя в руках, потому что иначе я бы просто сошёл с ума»

30 июня 2007 года Меньи перешёл в римский «Лацио», подписав контракт на 5 лет. За 50 % прав на футболиста «бьянкоселести» заплатили 2,5 млн евро, и в «Болонью» на правах аренды отправился Риккардо Бонетто. Начало в новом клубе у алжирца не удалось: он не попадал в состав и не пользовался доверием главного тренера римлян, Делио Росси. В первом сезоне он провёл только 19 матчей, из которых лишь 7 раз вышел на поле в стартовом составе. Также Мегни дебютировал в Лиге чемпионов в матче с «Вердером», сделав голевую передачу на Томмазо Рокки, где провёл 4 игры. 25 июня 2008 года «Лацио» и «Болонья» обновили совместное владение контрактом игрока, в результате чего он остался ещё на сезон в Риме. 18 июля, в рамках трансфера Габи Мудингайи, «Болонья» отдала оставшуюся часть прав на Мегни «Лацио».
Сезон 2008/09 начался для Мегни хорошо: он забил первый мяч за клуб, поразив ворота «Беневенто» в Кубке Италии. В чемпионате он провёл в составе клуба 22 игры. В 2009 году Мегни забил мяч в Лиге Европы, поразив ворота клуба софийского ЦСКА. В сезоне 2009/10 Мегни провёл лишь 7 игр, причиной чему стала травма колена.
10 июня 2011 года игрок разорвал контракт с «Лацио» по обоюдному согласию. 11 июня 2011 года Мегни подписал контракт с катарским клубом «Умм-Салаль».

### Международная карьера
Мегни выступал за молодёжные сборные Франции различных возрастов. В 2001 году он победил на Чемпион мира в возрастной группе до 17-ти лет. В том же году выиграл серебряные медали на чемпионате Европы в той же возрастной категории.
В 2009 году Мегни, после встречи с главным тренером сборной Алжира, Рабахом Сааданом, принял решение выступать за эту команду. 12 августа он дебютировал в составе сборной в товарищеском матче с Уругваем, в котором его команда победила 1:0.

«Как только он появился в нашей команде, мы сразу поняли, что у этот парень здорово понимает футбол. Именно поэтому ему быстро удалось освоиться в коллективе. Его невероятная техника и познания в тактике открывают перед нами большие возможности. К сожалению, ему пока ещё не удалось проявить себя в полной мере из-за всех этих травм, которые преследуют его. Я очень надеюсь на то, что к началу чемпионата мира у него уже не будет никаких проблем со здоровьем». Рабах Саадан

Из-за травмы колена Мегни пропустил чемпионат мира 2010; он сказал: «Я очень расстроен. Я пытался залечить травму в течение последних месяцев, но добиться прогресса не удалось. Было бы рискованно играть с такой травмой. Доктора знают своё дело и я вынужден принять их решение».

## Достижения
- Чемпион мира (до 17 лет): 2001
- Обладатель Кубка Италии: 2009
- Обладатель Суперкубка Италии: 2009